# Time Crisis 5

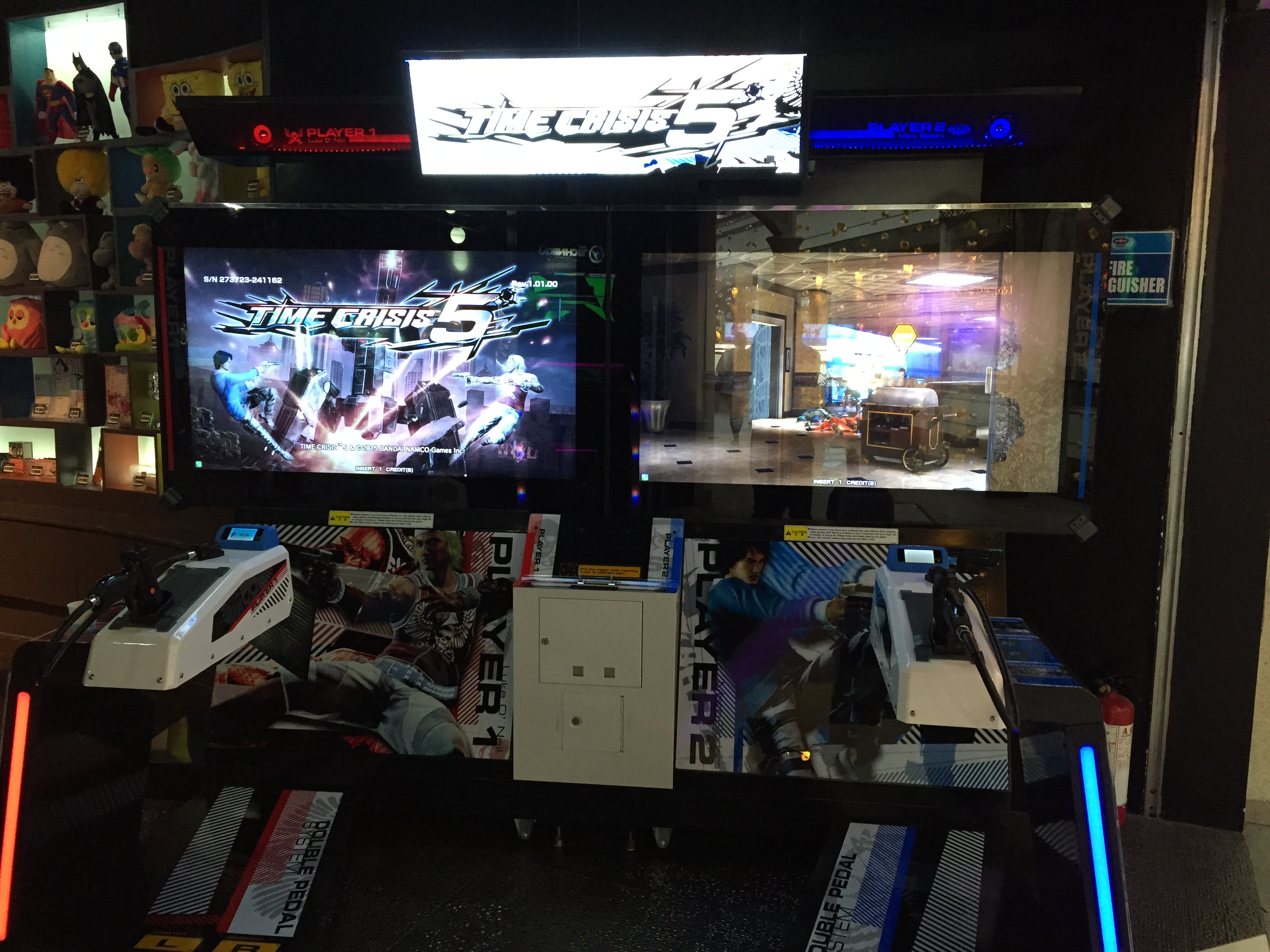
Time Crisis 5

Time Crisis 5 es un videojuego arcade lanzado por Namco en marzo de 2015 en las salas recreativas. Es la primera entrada de la serie Time Crisis en usar Unreal Engine de Epic Games. A diferencia de sus predecesores, el juego usa dos pedales. Más tarde, Namco anunció una edición True Mastermind (真 の 黒 幕 編 Shin no kokumakuhen ) del juego que se lanzó cerca de finales de agosto de 2015 e incluye la segunda mitad del juego, que consta de tres nuevas etapas, para un total de seis etapas , el más grande de la serie.